# Schoenus hexandrus
Schoenus hexandrus är en halvgräsart som beskrevs av Ferdinand von Mueller och Tate. Schoenus hexandrus ingår i släktet axagssläktet, och familjen halvgräs. Inga underarter finns listade i Catalogue of Life.